# Сельское поселение «Кондуйское»
Се́льское поселе́ние «Кондуйское» — муниципальное образование в Борзинском районе Забайкальского края Российской Федерации.
Административный центр — село Кондуй.

## История
Статус и границы сельского поселения установлены Законом Читинской области от 19 мая 2004 года «Об установлении границ, наименований вновь образованных муниципальных образований и наделении их статусом сельского, городского поселения в Читинской области».
Закон Забайкальского края от 25 декабря 2013 года № 922-ЗЗК «О преобразовании и создании некоторых населенных пунктов Забайкальского края»:
Распоряжением Правительства России от 11 октября 2018 г. № 2186-р присвоено наименование вновь образованному населенному пункту — село Чемусово.

## Население
| 2010 | 2011 | 2012 | 2013 | 2014 | 2015 | 2016 |
| ---- | ---- | ---- | ---- | ---- | ---- | ---- |
| 610  | ↘604 | ↘583 | ↘567 | ↘555 | ↗557 | ↘543 |
| 2017 | 2018 | 2019 | 2020 | 2021 |      |      |
| ↘534 | ↘530 | ↘497 | ↘490 | ↘374 |      |      |

## Состав сельского поселения
| № | Населённый пункт | Тип населённого пункта       | Население |
| - | ---------------- | ---------------------------- | --------- |
| 1 | Кондуй           | село, административный центр | ↘476      |
| 2 | Контой           | село                         |           |
| 3 | Чемусово         | село                         |           |